# Geophagus proximus
Geophagus proximus är en fiskart som först beskrevs av Castelnau, 1855.  Geophagus proximus ingår i släktet Geophagus och familjen Cichlidae. Inga underarter finns listade i Catalogue of Life.